# Liste der Olympiasieger im Tennis

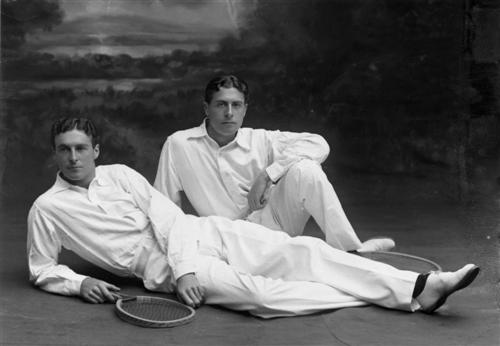
Reginald (links) und Laurence Doherty

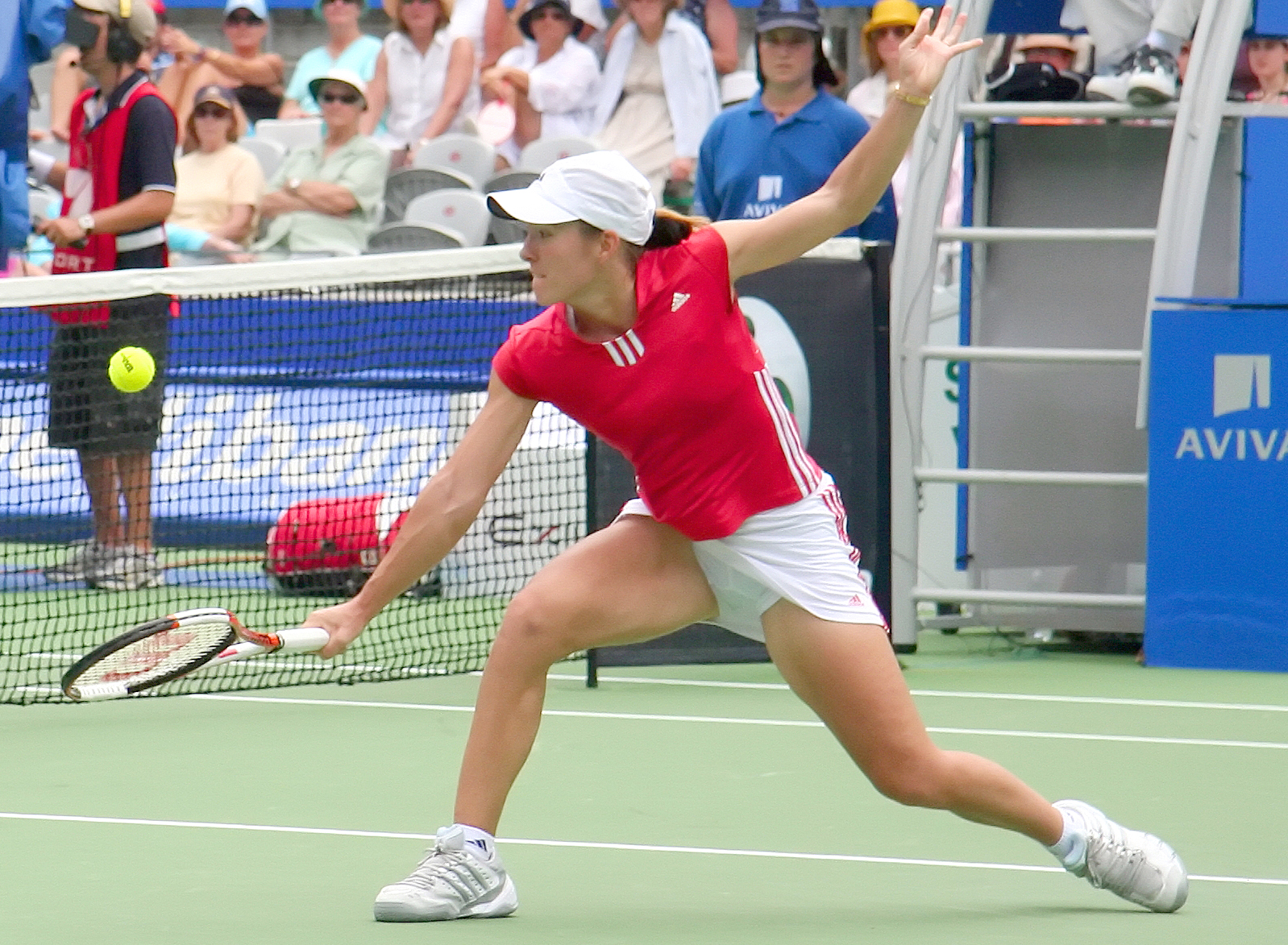
Justine Henin

Die Liste der Olympiasieger im Tennis führt sämtliche Sieger sowie die Zweit- und Drittplatzierten der Wettbewerbe im Tennis bei den Olympischen Sommerspielen auf, gegliedert nach den einzelnen Wettbewerben. Im weiteren Teil werden die zwanzig erfolgreichsten olympischen Medaillengewinner aufgelistet. Den Abschluss bildet die Nationenwertung (zusätzlich nach Männern, Frauen und Mixed-Wettbewerbe gegliedert).
Schon bei den ersten Olympischen Spielen im Jahr 1896 war Tennis Teil des offiziellen Wettkampfprogramms. 1924 wurde vorerst zum letzten Mal ein olympisches Tennisturnier ausgetragen. 1968 war Tennis eine inoffizielle Demonstrationssportart (nur für Amateure). 1984 fanden erneut Demonstrationsturniere statt, für Spieler unter 21 Jahren. Seit 1988 ist Tennis wieder eine offizielle olympische Sportart.
Von 1896 bis 1904 sowie 1988 und 1992 fanden keine Entscheidungsspiele um den dritten Platz statt. Bei den Olympischen Spielen 1896 und 1904 wurden keine Goldmedaillen vergeben. Der Sieger erhielt eine Silber-, der Zweite eine Bronzemedaille, der Dritte ging leer aus. In der Liste wird dennoch das heute übliche Schema angewandt, damit alle Ergebnisse miteinander vergleichbar sind. Kursiv geschriebene Namen sind Medaillengewinner bei Demonstrationswettbewerben.

## Männer

### Einzel
| Olympia | Gold               | Silber                | Bronze                                    |
| ------- | ------------------ | --------------------- | ----------------------------------------- |
| 1896    | John Pius Boland   | Dionysios Kasdaglis   | Konstantinos Paspatis Momcsilló Tapavicza |
| 1900    | Laurence Doherty   | Harold Mahony         | Reginald Doherty Arthur Norris            |
| 1904    | Beals Wright       | Robert LeRoy          | Alphonzo Bell Edgar Leonard               |
| 1906    | Max Décugis        | Maurice Germot        | Zdeněk Žemla                              |
| 1908    | Josiah Ritchie     | Otto Froitzheim       | Wilberforce Eaves                         |
| 1912    | Charles Winslow    | Harold Kitson         | Oscar Kreuzer                             |
| 1920    | Louis Raymond      | Ichiya Kumagai        | Charles Winslow                           |
| 1924    | Vincent Richards   | Henri Cochet          | Umberto De Morpurgo                       |
| 1968    | Manuel Santana     | Manuel Orantes        | Herb Fitzgibbon                           |
| 1984    | Stefan Edberg      | Francisco Maciel      | Jimmy Arias Paolo Canè                    |
| 1988    | Miloslav Mečíř     | Tim Mayotte           | Stefan Edberg Brad Gilbert                |
| 1992    | Marc Rosset        | Jordi Arrese          | Goran Ivanišević Andrei Tscherkassow      |
| 1996    | Andre Agassi       | Sergi Bruguera        | Leander Paes                              |
| 2000    | Jewgeni Kafelnikow | Tommy Haas            | Arnaud Di Pasquale                        |
| 2004    | Nicolás Massú      | Mardy Fish            | Fernando González                         |
| 2008    | Rafael Nadal       | Fernando González     | Novak Đoković                             |
| 2012    | Andy Murray        | Roger Federer         | Juan Martín del Potro                     |
| 2016    | Andy Murray        | Juan Martín del Potro | Kei Nishikori                             |
| 2020    | Alexander Zverev   | Karen Chatschanow     | Pablo Carreño Busta                       |
| 2024    | Novak Đoković      | Carlos Alcaraz        | Lorenzo Musetti                           |

### Einzel Halle
| Olympia | Gold         | Silber         | Bronze          |
| ------- | ------------ | -------------- | --------------- |
| 1908    | Arthur Gore  | George Caridia | Josiah Ritchie  |
| 1912    | André Gobert | Charles Dixon  | Anthony Wilding |

### Doppel
| Olympia | Gold                                                                      | Silber                                                       | Bronze                                                                                         |
| ------- | ------------------------------------------------------------------------- | ------------------------------------------------------------ | ---------------------------------------------------------------------------------------------- |
| 1896    | Großbritannien / Deutsches Reich John Pius Boland / Friedrich Adolf Traun | Griechenland Dionysios Kasdaglis / Dimitrios Petrokokkinos   | Australien / Großbritannien Edwin Flack / George Robertson                                     |
| 1900    | Großbritannien Laurence Doherty / Reginald Doherty                        | Frankreich / Vereinigte Staaten Max Décugis / Basil Spalding | Großbritannien Harold Mahony / Arthur Norris Frankreich Georges de la Chapelle / André Prévost |
| 1904    | Vereinigte Staaten Edgar Leonard / Beals Wright                           | Vereinigte Staaten Alphonzo Bell / Robert LeRoy              | Vereinigte Staaten Clarence Gamble / Arthur Wear Vereinigte Staaten Joseph Wear / Allen West   |
| 1906    | Frankreich Max Décugis / Maurice Germot                                   | Griechenland Ioannis Ballis / Xenophon Kasdaglis             | Böhmen Ladislav Žemla / Zdeněk Žemla                                                           |
| 1908    | Großbritannien Reginald Doherty / George Hillyard                         | Großbritannien James Parke / Josiah Ritchie                  | Großbritannien Clement Cazalet / Charles Dixon                                                 |
| 1912    | Südafrikanische Union Harold Kitson / Charles Winslow                     | Österreich Fritz Felix Pipes / Arthur Zborzil                | Frankreich Albert Canet / Édouard Mény de Marangue                                             |
| 1920    | Großbritannien Oswald Turnbull / Max Woosnam                              | Japan Seiichirō Kashio / Ichiya Kumagai                      | Frankreich Pierre Albarran / Max Décugis                                                       |
| 1924    | Vereinigte Staaten Frank Hunter / Vincent Richards                        | Frankreich Jacques Brugnon / Henri Cochet                    | Frankreich Jean Borotra / René Lacoste                                                         |
| 1968    | Mexiko Rafael Osuna / Vicente Zarazúa                                     | Spanien Juan Gisbert / Manuel Santana                        | Frankreich / Mexiko Pierre Darmon / Joaquín Loyo Mayo                                          |
| 1988    | Vereinigte Staaten Ken Flach / Robert Seguso                              | Spanien Sergio Casal / Emilio Sánchez                        | Tschechoslowakei Miloslav Mečíř / Milan Šrejber Schweden Stefan Edberg / Anders Järryd         |
| 1992    | Deutschland Boris Becker / Michael Stich                                  | Südafrika Wayne Ferreira / Piet Norval                       | Kroatien Goran Ivanišević / Goran Prpić Argentinien Javier Frana / Christian Miniussi          |
| 1996    | Australien Todd Woodbridge / Mark Woodforde                               | Großbritannien Neil Broad / Tim Henman                       | Deutschland Marc-Kevin Goellner / David Prinosil                                               |
| 2000    | Kanada Sébastien Lareau / Daniel Nestor                                   | Australien Todd Woodbridge / Mark Woodforde                  | Spanien Àlex Corretja / Albert Costa                                                           |
| 2004    | Chile Fernando González / Nicolás Massú                                   | Deutschland Nicolas Kiefer / Rainer Schüttler                | Kroatien Mario Ančić / Ivan Ljubičić                                                           |
| 2008    | Schweiz Roger Federer / Stan Wawrinka                                     | Schweden Simon Aspelin / Thomas Johansson                    | Vereinigte Staaten Bob Bryan / Mike Bryan                                                      |
| 2012    | Vereinigte Staaten Bob Bryan / Mike Bryan                                 | Frankreich Michaël Llodra / Jo-Wilfried Tsonga               | Frankreich Julien Benneteau / Richard Gasquet                                                  |
| 2016    | Spanien Rafael Nadal / Marc López                                         | Rumänien Florin Mergea / Horia Tecău                         | Vereinigte Staaten Steve Johnson / Jack Sock                                                   |
| 2020    | Kroatien Mate Pavić / Nikola Mektić                                       | Kroatien Marin Čilić / Ivan Dodig                            | Neuseeland Marcus Daniell / Michael Venus                                                      |
| 2024    | Australien Matthew Ebden / John Peers                                     | Vereinigte Staaten Austin Krajicek / Rajeev Ram              | Vereinigte Staaten Taylor Fritz / Tommy Paul                                                   |

### Doppel Halle
| Olympia | Gold                                               | Silber                                        | Bronze                                        |
| ------- | -------------------------------------------------- | --------------------------------------------- | --------------------------------------------- |
| 1908    | Großbritannien Herbert Roper Barrett / Arthur Gore | Großbritannien George Caridia / George Simond | Schweden Wollmar Boström / Gunnar Setterwall  |
| 1912    | Frankreich Maurice Germot / André Gobert           | Schweden Carl Kempe / Gunnar Setterwall       | Großbritannien Alfred Beamish / Charles Dixon |

## Frauen

### Einzel
| Olympia | Gold                 | Silber                  | Bronze                                     |
| ------- | -------------------- | ----------------------- | ------------------------------------------ |
| 1900    | Charlotte Cooper     | Yvonne Prévost          | Marion Jones Hedwig Rosenbaum              |
| 1906    | Esme Simiriotou      | Sophia Marinou          | Effrosini Paspati                          |
| 1908    | Dorothea Douglass    | Dora Boothby            | Ruth Winch                                 |
| 1912    | Marguerite Broquedis | Dora Köring             | Molla Bjurstedt                            |
| 1920    | Suzanne Lenglen      | Dorothy Holman          | Kathleen McKane                            |
| 1924    | Helen Wills Moody    | Julie Vlasto            | Kathleen McKane                            |
| 1968    | Helga Masthoff       | Jane Bartkowicz         | Julie Heldman                              |
| 1984    | Steffi Graf          | Sabrina Goleš           | Raffaella Reggi Catherine Tanvier          |
| 1988    | Steffi Graf          | Gabriela Sabatini       | Zina Garrison Manuela Maleeva              |
| 1992    | Jennifer Capriati    | Steffi Graf             | Mary Joe Fernández Arantxa Sánchez Vicario |
| 1996    | Lindsay Davenport    | Arantxa Sánchez Vicario | Jana Novotná                               |
| 2000    | Venus Williams       | Jelena Dementjewa       | Monica Seles                               |
| 2004    | Justine Henin        | Amélie Mauresmo         | Alicia Molik                               |
| 2008    | Jelena Dementjewa    | Dinara Safina           | Wera Swonarjowa                            |
| 2012    | Serena Williams      | Marija Scharapowa       | Wiktoryja Asaranka                         |
| 2016    | Mónica Puig          | Angelique Kerber        | Petra Kvitová                              |
| 2020    | Belinda Bencic       | Markéta Vondroušová     | Elina Switolina                            |
| 2024    | Zheng Qinwen         | Donna Vekić             | Iga Świątek                                |

### Einzel Halle
| Olympia | Gold                      | Silber              | Bronze              |
| ------- | ------------------------- | ------------------- | ------------------- |
| 1908    | Gwendoline Eastlake-Smith | Alice Greene        | Märtha Adlerstråhle |
| 1912    | Edith Hannam              | Sofie Castenschiold | Mabel Parton        |

### Doppel
| Olympia | Gold                                                   | Silber                                                           | Bronze                                                                                         |
| ------- | ------------------------------------------------------ | ---------------------------------------------------------------- | ---------------------------------------------------------------------------------------------- |
| 1920    | Großbritannien Kathleen McKane / Winifred McNair       | Großbritannien Winifred Beamish / Dorothy Holman                 | Frankreich Élisabeth d’Ayen / Suzanne Lenglen                                                  |
| 1924    | Vereinigte Staaten Hazel Wightman / Helen Wills Moody  | Großbritannien Phyllis Covell / Kathleen McKane                  | Großbritannien Evelyn Colyer / Dorothy Shepherd-Barron                                         |
| 1968    | BR Deutschland Edda Buding / Helga Masthoff            | Frankreich / Vereinigte Staaten Rosie Reyes / Julie Heldman      | Vereinigte Staaten Jane Bartkowicz / Valerie Ziegenfuss                                        |
| 1988    | Vereinigte Staaten Pam Shriver / Zina Garrison         | Tschechoslowakei Jana Novotná / Helena Suková                    | Australien Elizabeth Smylie / Wendy Turnbull BR Deutschland Steffi Graf / Claudia Kohde-Kilsch |
| 1992    | Vereinigte Staaten Gigi Fernández / Mary Joe Fernández | Spanien Conchita Martínez / Arantxa Sánchez Vicario              | Australien Nicole Provis / Rachel McQuillan Vereintes Team Leila Mes’chi / Natallja Swerawa    |
| 1996    | Vereinigte Staaten Gigi Fernández / Mary Joe Fernández | Tschechien Jana Novotná / Helena Suková                          | Spanien Conchita Martínez / Arantxa Sánchez Vicario                                            |
| 2000    | Vereinigte Staaten Serena Williams / Venus Williams    | Niederlande Kristie Boogert / Miriam Oremans                     | Belgien Els Callens / Dominique van Roost                                                      |
| 2004    | Volksrepublik China Li Ting / Sun Tiantian             | Spanien Conchita Martínez / Virginia Ruano Pascual               | Argentinien Paola Suárez / Patricia Tarabini                                                   |
| 2008    | Vereinigte Staaten Serena Williams / Venus Williams    | Spanien Anabel Medina Garrigues / Virginia Ruano Pascual         | Volksrepublik China Yan Zi / Zheng Jie                                                         |
| 2012    | Vereinigte Staaten Serena Williams / Venus Williams    | Tschechien Andrea Hlaváčková / Lucie Hradecká                    | Russland Marija Kirilenko / Nadja Petrowa                                                      |
| 2016    | Russland Jekaterina Makarowa / Jelena Wesnina          | Schweiz Martina Hingis / Timea Bacsinszky                        | Tschechien Lucie Šafářová / Barbora Strýcová                                                   |
| 2020    | Tschechien Barbora Krejčíková / Kateřina Siniaková     | Schweiz Belinda Bencic / Viktorija Golubic                       | Brasilien Laura Pigossi / Luisa Stefani                                                        |
| 2024    | Italien Sara Errani / Jasmine Paolini                  | Individuelle Neutrale Athleten Mirra Andrejewa / Diana Schneider | Spanien Cristina Bucșa / Sara Sorribes Tormo                                                   |

## Mixed

### Doppel
| Olympia | Gold                                                 | Silber                                                          | Bronze |
| ------- | ---------------------------------------------------- | --------------------------------------------------------------- | --- |
| 1900    | Großbritannien Charlotte Cooper / Reginald Doherty   | Frankreich / Großbritannien Yvonne Prévost / Harold Mahony      | Böhmen / Großbritannien Hedwig Rosenbaum / Archibald Warden Vereinigte Staaten / Großbritannien Marion Jones / Hugh Doherty |
| 1906    | Frankreich Marie Décugis / Max Décugis               | Griechenland Sophia Marinou / Georgios Simiriotou               | Griechenland Aspasia Matsa / Xenophon Kasdaglis                                                                             |
| 1912    | Deutsches Reich Dora Köring / Heinrich Schomburgk    | Schweden Sigrid Fick / Gunnar Setterwall                        | Frankreich Marguerite Broquedis / Albert Canet                                                                              |
| 1920    | Frankreich Suzanne Lenglen / Max Décugis             | Großbritannien Kathleen McKane / Max Woosnam                    | Tschechoslowakei Milada Skrbková / Ladislav Žemla                                                                           |
| 1924    | Vereinigte Staaten Hazel Wightman / Richard Williams | Vereinigte Staaten Marion Zinderstein Jessup / Vincent Richards | Niederlande Cornelia Bouman / Hendrik Timmer                                                                                |
| 1968    | Vereinigte Staaten Julie Heldman / Herb Fitzgibbon   | BR Deutschland Jürgen Faßbender / Helga Masthoff                | Vereinigte Staaten Jane Bartkowicz / Jim Osborne                                                                            |
| 2012    | Belarus Wiktoryja Asaranka / Maks Mirny              | Großbritannien Laura Robson / Andy Murray                       | Vereinigte Staaten Lisa Raymond / Mike Bryan                                                                                |
| 2016    | Vereinigte Staaten Bethanie Mattek-Sands / Jack Sock | Vereinigte Staaten Venus Williams / Rajeev Ram                  | Tschechien Lucie Hradecká / Radek Štěpánek                                                                                  |
| 2020    | ROC Anastassija Pawljutschenkowa / Andrei Rubljow    | ROC Jelena Wesnina / Aslan Karazew                              | Australien Ashleigh Barty / John Peers                                                                                      |
| 2024    | Tschechien Kateřina Siniaková / Tomáš Macháč         | Volksrepublik China Wang Xinyu / Zhang Zhizhen                  | Kanada Gabriela Dabrowski / Félix Auger-Aliassime                                                                           |

### Doppel Halle
| Olympia | Gold                                        | Silber                                                 | Bronze                                   |
| ------- | ------------------------------------------- | ------------------------------------------------------ | ---------------------------------------- |
| 1912    | Großbritannien Edith Hannam / Charles Dixon | Großbritannien Helen Aitchison / Herbert Roper Barrett | Schweden Sigrid Fick / Gunnar Setterwall |

## Medaillengewinner
(Stand: 4. August 2024)
- Platz: Gibt die Reihenfolge der Athleten wieder. Diese wird durch die Anzahl der Goldmedaillen bestimmt. Bei gleicher Anzahl werden die Silbermedaillen verglichen, danach die Bronzemedaillen.
- Name: Nennt den Namen des Athleten.
- Land: Nennt das Land, für das der Athlet startete. Bei einem Wechsel der Nationalität wird das Land genannt, für das der Athlet die letzte Medaille erzielte.
- Von: Das Jahr, in dem der Athlet die erste olympische Medaille gewonnen hat.
- Bis: Das Jahr, in dem der Athlet die letzte olympische Medaille gewonnen hat.
- Gold: Nennt die Anzahl der gewonnenen Goldmedaillen.
- Silber: Nennt die Anzahl der gewonnenen Silbermedaillen.
- Bronze: Nennt die Anzahl der gewonnenen Bronzemedaillen.
- Gesamt: Nennt die Anzahl aller gewonnenen Medaillen.
- Es werden nur Athleten und Athletinnen mit mindestens einer Goldmedaille einbezogen.

### Top 10
| Platz | Name               | Land                  | Von  | Bis  | Gold | Silber | Bronze | Gesamt |
| ----- | ------------------ | --------------------- | ---- | ---- | ---- | ------ | ------ | ------ |
| 1     | Venus Williams     | Vereinigte Staaten    | 2000 | 2016 | 4    | 1      | –      | 5      |
| 2     | Serena Williams    | Vereinigte Staaten    | 2000 | 2012 | 4    | –      | –      | 4      |
| 3     | Reginald Doherty   | Großbritannien        | 1900 | 1908 | 3    | –      | 1      | 4      |
| 4     | Andy Murray        | Großbritannien        | 2012 | 2016 | 2    | 1      | –      | 3      |
| 4     | Vincent Richards   | Vereinigte Staaten    | 1924 | 1924 | 2    | 1      | –      | 3      |
| 6     | Laurence Doherty   | Großbritannien        | 1900 | 1900 | 2    | –      | 1      | 3      |
| 6     | Mary Joe Fernández | Vereinigte Staaten    | 1992 | 1996 | 2    | –      | 1      | 3      |
| 6     | Suzanne Lenglen    | Frankreich            | 1920 | 1920 | 2    | –      | 1      | 3      |
| 6     | Charles Winslow    | Südafrikanische Union | 1912 | 1920 | 2    | –      | 1      | 3      |
| 10    | John Pius Boland   | Großbritannien        | 1896 | 1896 | 2    | –      | –      | 2      |
| 10    | Charlotte Cooper   | Großbritannien        | 1900 | 1900 | 2    | –      | –      | 2      |
| 10    | Gigi Fernández     | Vereinigte Staaten    | 1992 | 1996 | 2    | –      | –      | 2      |
| 10    | André Gobert       | Frankreich            | 1912 | 1912 | 2    | –      | –      | 2      |
| 10    | Arthur Gore        | Großbritannien        | 1908 | 1908 | 2    | –      | –      | 2      |
| 10    | Edith Hannam       | Großbritannien        | 1912 | 1912 | 2    | –      | –      | 2      |
| 10    | Nicolás Massú      | Chile                 | 2004 | 2004 | 2    | –      | –      | 2      |
| 10    | Rafael Nadal       | Spanien               | 2008 | 2016 | 2    | –      | –      | 2      |
| 10    | Kateřina Siniaková | Tschechien            | 2020 | 2024 | 2    | –      | –      | 2      |
| 10    | Hazel Wightman     | Vereinigte Staaten    | 1924 | 1924 | 2    | –      | –      | 2      |
| 10    | Helen Wills Moody  | Vereinigte Staaten    | 1924 | 1924 | 2    | –      | –      | 2      |
| 10    | Beals Wright       | Vereinigte Staaten    | 1904 | 1904 | 2    | –      | –      | 2      |

### Männer
| Platz | Name                  | Land                  | Von  | Bis  | Gold | Silber | Bronze | Gesamt |
| ----- | --------------------- | --------------------- | ---- | ---- | ---- | ------ | ------ | ------ |
| 1     | Reginald Doherty      | Großbritannien        | 1900 | 1908 | 3    | –      | 1      | 4      |
| 2     | Andy Murray           | Großbritannien        | 2012 | 2016 | 2    | 1      | –      | 3      |
| 2     | Vincent Richards      | Vereinigte Staaten    | 1924 | 1924 | 2    | 1      | –      | 3      |
| 4     | Laurence Doherty      | Großbritannien        | 1900 | 1900 | 2    | –      | 1      | 3      |
| 4     | Charles Winslow       | Südafrikanische Union | 1912 | 1920 | 2    | –      | 1      | 3      |
| 6     | John Pius Boland      | Großbritannien        | 1896 | 1896 | 2    | –      | –      | 2      |
| 6     | André Gobert          | Frankreich            | 1912 | 1912 | 2    | –      | –      | 2      |
| 6     | Arthur Gore           | Großbritannien        | 1908 | 1908 | 2    | –      | –      | 2      |
| 6     | Nicolás Massú         | Chile                 | 2004 | 2004 | 2    | –      | –      | 2      |
| 6     | Rafael Nadal          | Spanien               | 2008 | 2016 | 2    | –      | –      | 2      |
| 6     | Beals Wright          | Vereinigte Staaten    | 1904 | 1904 | 2    | –      | –      | 2      |
| 12    | Charles Dixon         | Großbritannien        | 1908 | 1912 | 1    | 1      | 2      | 4      |
| 13    | Max Décugis           | Frankreich            | 1900 | 1920 | 1    | 1      | 1      | 3      |
| 13    | Fernando González     | Chile                 | 2004 | 2008 | 1    | 1      | 1      | 3      |
| 13    | Josiah Ritchie        | Großbritannien        | 1908 | 1908 | 1    | 1      | 1      | 3      |
| 16    | Herbert Roper Barrett | Großbritannien        | 1908 | 1912 | 1    | 1      | –      | 2      |
| 16    | Roger Federer         | Schweiz               | 2008 | 2012 | 1    | 1      | –      | 2      |
| 16    | Harold Kitson         | Südafrikanische Union | 1912 | 1912 | 1    | 1      | –      | 2      |
| 16    | Todd Woodbridge       | Australien            | 1996 | 2000 | 1    | 1      | –      | 2      |
| 16    | Mark Woodforde        | Australien            | 1996 | 2000 | 1    | 1      | –      | 2      |
| 16    | Max Woosnam           | Großbritannien        | 1920 | 1920 | 1    | 1      | –      | 2      |
| 22    | Mike Bryan            | Vereinigte Staaten    | 2008 | 2012 | 1    | –      | 2      | 3      |
| 23    | Bob Bryan             | Vereinigte Staaten    | 2008 | 2012 | 1    | –      | 1      | 2      |
| 23    | Novak Đoković         | Serbien               | 2008 | 2024 | 1    | –      | 1      | 2      |
| 23    | Edgar Leonard         | Vereinigte Staaten    | 1904 | 1904 | 1    | –      | 1      | 2      |
| 23    | Miloslav Mečíř        | Tschechoslowakei      | 1988 | 1988 | 1    | –      | 1      | 2      |
| 23    | John Peers            | Australien            | 2020 | 2024 | 1    | –      | 1      | 2      |
| 23    | Jack Sock             | Vereinigte Staaten    | 2016 | 2016 | 1    | –      | 1      | 2      |
| 29    | Andre Agassi          | Vereinigte Staaten    | 1996 | 1996 | 1    | –      | –      | 1      |
| 29    | Boris Becker          | Deutschland           | 1992 | 1992 | 1    | –      | –      | 1      |
| 29    | Matthew Ebden         | Australien            | 2024 | 2024 | 1    | –      | –      | 1      |
| 29    | Ken Flach             | Vereinigte Staaten    | 1988 | 1988 | 1    | –      | –      | 1      |
| 29    | Maurice Germot        | Frankreich            | 1912 | 1912 | 1    | –      | –      | 1      |
| 29    | George Hillyard       | Großbritannien        | 1908 | 1908 | 1    | –      | –      | 1      |
| 29    | Frank Hunter          | Vereinigte Staaten    | 1924 | 1924 | 1    | –      | –      | 1      |
| 29    | Jewgeni Kafelnikow    | Russland              | 2000 | 2000 | 1    | –      | –      | 1      |
| 29    | Sébastien Lareau      | Kanada                | 2000 | 2000 | 1    | –      | –      | 1      |
| 29    | Marc López            | Spanien               | 2016 | 2016 | 1    | –      | –      | 1      |
| 29    | Tomáš Macháč          | Tschechien            | 2024 | 2024 | 1    | –      | –      | 1      |
| 29    | Nikola Mektić         | Kroatien              | 2020 | 2020 | 1    | –      | –      | 1      |
| 29    | Maks Mirny            | Belarus               | 2012 | 2012 | 1    | –      | –      | 1      |
| 29    | Daniel Nestor         | Kanada                | 2000 | 2000 | 1    | –      | –      | 1      |
| 29    | Mate Pavić            | Kroatien              | 2020 | 2020 | 1    | –      | –      | 1      |
| 29    | Louis Raymond         | Südafrikanische Union | 1920 | 1920 | 1    | –      | –      | 1      |
| 29    | Marc Rosset           | Schweiz               | 1992 | 1992 | 1    | –      | –      | 1      |
| 29    | Andrei Rubljow        | ROC                   | 2020 | 2020 | 1    | –      | –      | 1      |
| 29    | Heinrich Schomburgk   | Deutsches Reich       | 1912 | 1912 | 1    | –      | –      | 1      |
| 29    | Robert Seguso         | Vereinigte Staaten    | 1988 | 1988 | 1    | –      | –      | 1      |
| 29    | Michael Stich         | Deutschland           | 1992 | 1992 | 1    | –      | –      | 1      |
| 29    | Friedrich Adolf Traun | Deutsches Reich       | 1896 | 1896 | 1    | –      | –      | 1      |
| 29    | Oswald Turnbull       | Großbritannien        | 1920 | 1920 | 1    | –      | –      | 1      |
| 29    | Stan Wawrinka         | Schweiz               | 2008 | 2008 | 1    | –      | –      | 1      |
| 29    | Richard Williams      | Vereinigte Staaten    | 1924 | 1924 | 1    | –      | –      | 1      |
| 29    | Alexander Zverev      | Deutschland           | 2020 | 2020 | 1    | –      | –      | 1      |

### Frauen
| Platz | Name                         | Land                | Von  | Bis  | Gold | Silber | Bronze | Gesamt |
| ----- | ---------------------------- | ------------------- | ---- | ---- | ---- | ------ | ------ | ------ |
| 1     | Venus Williams               | Vereinigte Staaten  | 2000 | 2016 | 4    | 1      | –      | 5      |
| 2     | Serena Williams              | Vereinigte Staaten  | 2000 | 2012 | 4    | –      | –      | 4      |
| 3     | Mary Joe Fernández           | Vereinigte Staaten  | 1992 | 1996 | 2    | –      | 1      | 3      |
| 3     | Suzanne Lenglen              | Frankreich          | 1920 | 1920 | 2    | –      | 1      | 3      |
| 5     | Charlotte Cooper             | Großbritannien      | 1900 | 1900 | 2    | –      | –      | 2      |
| 5     | Gigi Fernández               | Vereinigte Staaten  | 1992 | 1996 | 2    | –      | –      | 2      |
| 5     | Edith Hannam                 | Großbritannien      | 1912 | 1912 | 2    | –      | –      | 2      |
| 5     | Kateřina Siniaková           | Tschechien          | 2020 | 2024 | 2    | –      | –      | 2      |
| 5     | Hazel Wightman               | Vereinigte Staaten  | 1924 | 1924 | 2    | –      | –      | 2      |
| 5     | Helen Wills Moody            | Vereinigte Staaten  | 1924 | 1924 | 2    | –      | –      | 2      |
| 11    | Kathleen McKane              | Großbritannien      | 1920 | 1924 | 1    | 2      | 2      | 5      |
| 12    | Steffi Graf                  | Deutschland         | 1988 | 1992 | 1    | 1      | 1      | 3      |
| 13    | Belinda Bencic               | Schweiz             | 2020 | 2020 | 1    | 1      | –      | 2      |
| 13    | Jelena Dementjewa            | Russland            | 2000 | 2008 | 1    | 1      | –      | 2      |
| 13    | Dora Köring                  | Deutsches Reich     | 1912 | 1912 | 1    | 1      | –      | 2      |
| 13    | Jelena Wesnina               | Russland ROC        | 2016 | 2020 | 1    | 1      | –      | 2      |
| 17    | Wiktoryja Asaranka           | Belarus             | 2012 | 2012 | 1    | –      | 1      | 2      |
| 17    | Marguerite Broquedis         | Frankreich          | 1912 | 1912 | 1    | –      | 1      | 2      |
| 17    | Zina Garrison                | Vereinigte Staaten  | 1988 | 1988 | 1    | –      | 1      | 2      |
| 20    | Jennifer Capriati            | Vereinigte Staaten  | 1992 | 1992 | 1    | –      | –      | 1      |
| 20    | Dorothea Douglass            | Großbritannien      | 1908 | 1908 | 1    | –      | –      | 1      |
| 20    | Gwendoline Eastlake-Smith    | Großbritannien      | 1908 | 1908 | 1    | –      | –      | 1      |
| 20    | Sara Errani                  | Italien             | 2024 | 2024 | 1    | –      | –      | 1      |
| 20    | Justine Henin                | Belgien             | 2004 | 2004 | 1    | –      | –      | 1      |
| 20    | Barbora Krejčíková           | Tschechien          | 2020 | 2020 | 1    | –      | –      | 1      |
| 20    | Li Ting                      | Volksrepublik China | 2004 | 2004 | 1    | –      | –      | 1      |
| 20    | Jekaterina Makarowa          | Russland            | 2016 | 2016 | 1    | –      | –      | 1      |
| 20    | Bethanie Mattek-Sands        | Vereinigte Staaten  | 2016 | 2016 | 1    | –      | –      | 1      |
| 20    | Winifred McNair              | Großbritannien      | 1920 | 1920 | 1    | –      | –      | 1      |
| 20    | Jasmine Paolini              | Italien             | 2024 | 2024 | 1    | –      | –      | 1      |
| 20    | Anastassija Pawljutschenkowa | ROC                 | 2020 | 2020 | 1    | –      | –      | 1      |
| 20    | Mónica Puig                  | Puerto Rico         | 2016 | 2016 | 1    | –      | –      | 1      |
| 20    | Pam Shriver                  | Vereinigte Staaten  | 1988 | 1988 | 1    | –      | –      | 1      |
| 20    | Sun Tiantian                 | Volksrepublik China | 2004 | 2004 | 1    | –      | –      | 1      |
| 20    | Zheng Qinwen                 | Volksrepublik China | 2024 | 2024 | 1    | –      | –      | 1      |

## Nationenwertungen
(Stand: 4. August 2024)

### Gesamt
Bei allen olympischen Spielen wurden im Tennis insgesamt 76 Goldmedaillen vergeben.
| Platz | Land                               | Gold  | Silber | Bronze | Gesamt |
| ----- | ---------------------------------- | ----- | ------ | ------ | ------ |
| 1     | Vereinigte Staaten                 | 21    | 7      | 13     | 41     |
| 2     | Großbritannien                     | 17    | 14     | 12     | 43     |
| 3     | Frankreich                         | 5     | 6      | 8      | 19     |
| 4     | Deutschland (inkl. BR Deutschland) | 4 (1) | 6 (0)  | 3 (1)  | 13 (2) |
| 5     | Russland (inkl. ROC)               | 4 (1) | 5 (2)  | 2 (0)  | 11 (3) |
| 6     | Schweiz                            | 3     | 3      | –      | 6      |
| 7     | Südafrika                          | 3     | 2      | 1      | 6      |
| 8     | Spanien                            | 2     | 8      | 5      | 15     |
| 9     | Tschechien (inkl. Böhmen)          | 2 (0) | 3 (0)  | 5 (1)  | 10 (1) |
| 10    | Australien                         | 2     | 1      | 4      | 7      |
| 11    | Chile                              | 2     | 1      | 1      | 4      |
| 11    | Volksrepublik China                | 2     | 1      | 1      | 4      |
| 13    | Gemischte Mannschaft               | 1     | 2      | 3      | 6      |
| 13    | Kroatien                           | 1     | 2      | 3      | 6      |
| 15    | Tschechoslowakei                   | 1     | 1      | 2      | 4      |
| 16    | Italien                            | 1     | –      | 2      | 3      |
| 17    | Belarus                            | 1     | –      | 1      | 2      |
| 17    | Belgien                            | 1     | –      | 1      | 2      |
| 19    | Kanada                             | 1     | –      | 1      | 2      |
| 19    | Serbien                            | 1     | –      | 1      | 2      |
| 21    | Puerto Rico                        | 1     | –      | –      | 1      |
| 22    | Schweden                           | –     | 3      | 5      | 8      |
| 23    | Argentinien                        | –     | 2      | 3      | 5      |
| 24    | Griechenland                       | –     | 2      | 1      | 3      |
| 24    | Japan                              | –     | 2      | 1      | 3      |
| 26    | Niederlande                        | –     | 1      | 1      | 2      |
| 27    | Dänemark                           | –     | 1      | –      | 1      |
| 27    | Österreich                         | –     | 1      | –      | 1      |
| 27    | Rumänien                           | –     | 1      | –      | 1      |
| 30    | Vereintes Team                     | –     | –      | 2      | 2      |
| 31    | Australasien                       | –     | –      | 1      | 1      |
| 31    | Brasilien                          | –     | –      | 1      | 1      |
| 31    | Bulgarien                          | –     | –      | 1      | 1      |
| 31    | Indien                             | –     | –      | 1      | 1      |
| 31    | Neuseeland                         | –     | –      | 1      | 1      |
| 31    | Norwegen                           | –     | –      | 1      | 1      |
| 31    | Polen                              | –     | –      | 1      | 1      |
| 31    | Ukraine                            | –     | –      | 1      | 1      |
| 31    | Ungarn                             | –     | –      | 1      | 1      |

### Männer
| Platz | Land                                    | Gold  | Silber | Bronze | Gesamt |
| ----- | --------------------------------------- | ----- | ------ | ------ | ------ |
| 1     | Großbritannien                          | 10    | 6      | 7      | 23     |
| 2     | Vereinigte Staaten                      | 7     | 5      | 8      | 20     |
| 3     | Südafrika (inkl. Südafrikanische Union) | 3 (3) | 2 (1)  | 1 (1)  | 6      |
| 4     | Spanien                                 | 2     | 4      | 2      | 8      |
| 5     | Frankreich                              | 2     | 3      | 6      | 11     |
| 6     | Deutschland                             | 2     | 3      | 2      | 7      |
| 7     | Chile                                   | 2     | 1      | 1      | 4      |
| 8     | Australien                              | 2     | 1      | –      | 3      |
| 8     | Schweiz                                 | 2     | 1      | –      | 3      |
| 10    | Kroatien                                | 1     | 1      | 3      | 5      |
| 11    | Gemischte Mannschaft                    | 1     | 1      | 1      | 3      |
| 12    | Russland (inkl. ROC)                    | 1 (0) | 1 (1)  | –      | 2 (1)  |
| 13    | Serbien                                 | 1     | –      | 1      | 2      |
| 13    | Tschechoslowakei                        | 1     | –      | 1      | 2      |
| 15    | Kanada                                  | 1     | –      | –      | 1      |
| 16    | Schweden                                | –     | 2      | 3      | 5      |
| 17    | Griechenland                            | –     | 2      | 1      | 3      |
| 17    | Japan                                   | –     | 2      | 1      | 3      |
| 19    | Argentinien                             | –     | 1      | 2      | 3      |
| 20    | Österreich                              | –     | 1      | –      | 1      |
| 20    | Rumänien                                | –     | 1      | –      | 1      |
| 22    | Italien                                 | –     | –      | 2      | 2      |
| 23    | Australasien                            | –     | –      | 1      | 1      |
| 23    | Indien                                  | –     | –      | 1      | 1      |
| 23    | Neuseeland                              | –     | –      | 1      | 1      |
| 23    | Ungarn                                  | –     | –      | 1      | 1      |
| 23    | Vereintes Team                          | –     | –      | 1      | 1      |

### Frauen
| Platz | Land                               | Gold  | Silber | Bronze | Gesamt |
| ----- | ---------------------------------- | ----- | ------ | ------ | ------ |
| 1     | Vereinigte Staaten                 | 12    | –      | 4      | 16     |
| 2     | Großbritannien                     | 5     | 5      | 5      | 15     |
| 3     | Russland                           | 2     | 3      | 2      | 7      |
| 4     | Frankreich                         | 2     | 3      | 1      | 6      |
| 5     | Volksrepublik China                | 2     | –      | 1      | 3      |
| 6     | Tschechien (inkl. Böhmen)          | 1 (0) | 3 (0)  | 4 (1)  | 8 (1)  |
| 7     | Deutschland (inkl. BR Deutschland) | 1 (1) | 3 (0)  | 1 (1)  | 5 (2)  |
| 8     | Schweiz                            | 1     | 2      | –      | 3      |
| 9     | Belgien                            | 1     | –      | 1      | 2      |
| 10    | Italien                            | 1     | –      | –      | 1      |
| 10    | Puerto Rico                        | 1     | –      | –      | 1      |
| 12    | Spanien                            | –     | 4      | 3      | 7      |
| 13    | Argentinien                        | –     | 1      | 1      | 2      |
| 14    | Dänemark                           | –     | 1      | –      | 1      |
| 14    | Individuelle Neutrale Athleten     | –     | 1      | –      | 1      |
| 14    | Kroatien                           | –     | 1      | –      | 1      |
| 14    | Niederlande                        | –     | 1      | –      | 1      |
| 14    | Tschechoslowakei                   | –     | 1      | –      | 1      |
| 19    | Australien                         | –     | –      | 3      | 3      |
| 20    | Belarus                            | –     | –      | 1      | 1      |
| 20    | Brasilien                          | –     | –      | 1      | 1      |
| 20    | Bulgarien                          | –     | –      | 1      | 1      |
| 20    | Norwegen                           | –     | –      | 1      | 1      |
| 20    | Polen                              | –     | –      | 1      | 1      |
| 20    | Schweden                           | –     | –      | 1      | 1      |
| 20    | Ukraine                            | –     | –      | 1      | 1      |
| 20    | Vereintes Team                     | –     | –      | 1      | 1      |

### Mixed
| Platz | Land                 | Gold  | Silber | Bronze | Gesamt |
| ----- | -------------------- | ----- | ------ | ------ | ------ |
| 1     | Großbritannien       | 2     | 3      | –      | 5      |
| 2     | Vereinigte Staaten   | 2     | 2      | 1      | 5      |
| 3     | Russland (inkl. ROC) | 1 (1) | 1 (1)  | –      | 2 (2)  |
| 4     | Frankreich           | 1     | –      | 1      | 2      |
| 4     | Tschechien           | 1     | –      | 1      | 2      |
| 6     | Belarus              | 1     | –      | –      | 1      |
| 6     | Deutschland          | 1     | –      | –      | 1      |
| 8     | Gemischte Mannschaft | –     | 1      | 2      | 3      |
| 9     | Schweden             | –     | 1      | 1      | 2      |
| 10    | Volksrepublik China  | –     | 1      | –      | 1      |
| 11    | Australien           | –     | –      | 1      | 1      |
| 11    | Kanada               | –     | –      | 1      | 1      |
| 11    | Niederlande          | –     | –      | 1      | 1      |
| 11    | Tschechoslowakei     | –     | –      | 1      | 1      |